# Neretvani
Neretvani, v zgodovinskih virih tudi Narentani,  Narentini ali Pagani (latinsko  Arentani, grško starogrško (Ν)αρεντάνοι, (N)arentánoi) so bili južnoslovansko ljudstvo, ki je v zgodnjem srednjem veku naseljevalo  sedanjo južno Dalmacijo med rekama Neretvo in Cetino in bližnje jadranske otoke. Hrvaški viri jih imajo za Hrvate, srbski pa za Srbe. Bizantinski cesar Konstantin VII. Porfirogenet jih omenja kot Srbe.   Znani so bili predvsem po pomorskih veščinah in pirastvu. Njihovo ime Pagani (Pogani)  izvira iz njihovega vztrajnega zavračanja krščanstva.

## Zgodovina
Neretvani se v zgodovinskih virih prvič omenjajo v 9. stoletju  v zvezi s težavami, ki so jih s piratstvom povzročali zlasti Beneški republiki.  Leta 830 je beneški dož Giovanni I. Partecipazio z njimi sklenil  mirovni sporazum, ki je bil že leta 835 prelomljen z zaplembo nekaj beneških ladij. Leta 840.  je bil  v spopadih z njimi poražen tudi dož Pietro Tradonico. Neretvani so v tistem času porazili tudi saracenske pirate. Leta 887 se je poskus doža Pietra I. Candiana, da pokori Neretvane, končal z njegovim porazom in smrtjo v bitki pri Makarski.   Benečani so zatem poskušali Neretvane odvrniti od piratstva s plačevanjem davka. S porazom in ponovnim plačevanjem davka se je končal tudi napad Candianovega vnuka Pietra III. leta 948. Odpor Neretvanov je zlomil šele dož Pietro II. Orseolo in zasedel nekaj jadranskih otokov. Po tem porazu so Neretvani izginili iz zgodovinskih zapisov in se postopoma zlili v hrvaški etnični in politični korpus.

## Zanimivosti
V Benetkah je na Svečnico  zgodovinski festival matrimonio,   ki je posvečen zmagi Benečanov nad Neretvani.
V spomin nanje se na Neretvi vsako leto prireja  regata tradicionalnih plovil od Metkovića do Ploč. Za plovila velja prepričanje, da so natančna kopija neretvanskih.